# Масельский, Степан Иванович
Степан Иванович Масельский (укр. Степан Іванович Масельський; род. 7 ноября 1971 года, Новогригоровка, Кировоградская область) — украинский политический деятель. Председатель Харьковской областной государственной администрации (ХОДА) с 17 декабря 2004 года по 4 февраля 2005 года, Балаклейской районной государственной администрации с января 2001 г. по ноябрь 2003 г. и с 19 февраля 2007 г. по 15 апреля 2010 г., председатель Балаклейской районного совета с 17 апреля 2010 г. Племянник Александра Степановича Масельского — первого председателя ХОДА. Кавалер ордена «За заслуги» III степени.

## Биография
Родился 7 ноября 1971 года в селе Новогригоровка Маловисковского района Кировоградской обл. УССР.
С сентября 1992 по сентябрь 1995 года работал заместителем директора по производству и исполняющим обязанности директора совхоза «Красный Октябрь» (с. Веселое в Балаклейском районе Харьковской области), а с сентября 1995 по апрель 2000 года был директором опытно-производственного хозяйства «Красный Октябрь».

## Политическая карьера
В 1998, 2002 и 2006 годах избирался депутатом Балаклейского районного совета.
С апреля по ноябрь 2000 года работал заместителем председателя Нововодолажского районной государственной администрации. С ноября 2000 по январь 2001 года был экономическим советником председателя Харьковской областной государственной администрации Евгения Кушнарёва. С января 2001 по ноябрь 2003 года председатель Балаклейской районной государственной администрации.
В ноябре 2003 года был назначен заместителем председателя Харьковской областной государственной администрации, а 18 декабря 2004 года Евгений Кушнарёв передал Масельскому свою должность, сделав того самым молодым губернатором Украины. На этой должности Масельский проработал до февраля 2005 года, когда указом президента Украины Виктора Ющенко должность перешла к Арсену Авакову — доверенному лицу Ющенко в Харьковской области во время президентских выборов 2004 года.
С февраля 2005 по апрель 2007 года возглавлял Харьковскую областную организацию Народной партии, является членом её исполкома.
На выборах в Верховную Раду 26 марта 2006 года баллотировался в народные депутаты Украины от «Народного блока Литвина»— № 105 в списке.
С января по февраль 2007 года работал экономическим советником отдела по обеспечению деятельности председателя и заместителей председателя облгосадминистрации аппарата Харьковской областной государственной администрации.
С февраля 2007 был снова назначен председателем Балаклейской районной государственной администрации. 15 апреля 2010 года уволен с должности главы райгосадминистрации в связи с окончанием срока полномочий Президента Украины.
17 апреля 2010 года на LVII сессии Балаклейской районного совета был избран его председателем.

## Образование
В 1992 году окончил Харьковский институт механизации и электрификации сельского хозяйства по специальности механизация сельского хозяйства, квалификация — инженер-механик.
В 2003 году окончил Харьковский региональный институт государственного управления Национальной академии государственного управления при Президенте Украины по специальности государственное управление, квалификация- магистр государственного управления.

## Награды
Лауреат Всеукраинской программы «Лидеры регионов» (2002 год). 20 января 2010 года отмечен орденом «За заслуги» III степени.

## Семья
Женат на Людмиле Викторовне Масельской (1973 г. р.) — директоре салона красоты «Дива». Есть дети: Иван (1992 г. р.) и Екатерина (2000 г. р.)